# Laurie Dupont
Laurie Dupont est une actrice française, née le 17 juin 1991 à Flers (Orne).

## Biographie

### Formation
Laurie Dupont a fait des études de chant, de comédie et de théâtre. En 2010, elle est élève d'Hervé Falloux et Bertrand Degremont au Cours Florent, dont elle sort diplômée en 2012,.

### Carrière
Laurie Dupont commence sa carrière en 2008 par un rôle secondaire dans la série Que du bonheur ! alors diffusée sur M6.
En 2010, elle fait une courte apparition dans La Peau de chagrin.
En 2012 elle obtient son premier grand rôle aux côtés de Mimie Mathy dans l'épisode En roue libre de la série Joséphine, ange gardien diffusée sur TF1
 et poursuit en obtenant un rôle récurrent dans une autre série Le Bal des secrets qui sera diffusé sur France 3 durant l'année 2013,.

## Filmographie
- 2012-2013 : Balzance (Saison 1) (Christophe Barbier)
- 2012 : Joséphine, ange gardien : En roue libre (la fille de Philippe)
- 2010 : La Peau de chagrin (Alain Berliner)
- 2008 : Que du bonheur ! (Christophe Fort)
- 2007 : Dombais père & fils (Laurent Jaoui)